# 기본 생성자
기본 생성자(default constructor)는 프로그래머가 정의한 생성자(자바에서)가 없는, 자동적으로 컴파일러에 의해 생성되는 생성자를 가리킨다. C++의 경우에는 생성자가 자동으로 생성되었는지나 사용자가 정의했는지와 관련 없이, 인자를 제공하지 않은 생성자이다. 정식 파라미터들과 함께하는 생성자도 만약 기본 인자가 생성자의 정의에 제공된다면, 인자 없이 호출될 수 있다는 점을 주의하라.

## C++
C++에서, 표준은 클래스를 위한 기본 생성자를 인자 없이 호출될 수 있는 생성자로 묘사하였다(이것은 자신의 파라미터 모두를 기본 인자로 갖는 생성자도 포함한다). 예를 들면:
```
class
 
MyClass

{

public
:

    
MyClass
();
  
// constructor declared

private
:

    
int
 
x
;

};

MyClass
 
::
 
MyClass
()
 
:
 
x
(
100
)
  
// constructor defined

{

}

int
 
main
()

{

    
MyClass
 
m
;
  
// at runtime, object m is created, and the default constructor is called

}

```

메모리를 동적으로 할당할 때, 생성자는 클래스 이름 뒤에 괄호를 추가함으로써 호출될 것이다. 이것은 어느 정도 생성자에 대해 명시적인 호출이다:
```
int
 
main
()

{

    
MyClass
 
*
 
pointer
 
=
 
new
 
MyClass
();
  
// at runtime, an object is created, and the

                                        
// default constructor is called

}

```

만약 생성자가 하나 이상의 파라미터를 갖지만, 이것들 모두가 기본 값들이라면, 이것은 계속 기본 생성자일 것이다. 각 클래스가 파라미터가 없든지 모든 파라미터가 기본 값들이든지 간에, 최대한 하나의 기본 생성자를 가질 수 있다는 것을 기억하라.
```
class
 
MyClass

{

public
:

    
MyClass
 
(
int
 
i
 
=
 
0
,
 
std
::
string
 
s
 
=
 
""
);
  
// constructor declared

private
:

    
int
 
x
;

    
int
 
y
;

    
std
::
string
 
z
;

};

MyClass
 
::
 
MyClass
(
int
 
i
,
 
std
::
string
 
s
)
     
// constructor defined

{

    
x
 
=
 
100
;

    
y
 
=
 
i
;

    
z
 
=
 
s
;

}

```

C++에서 기본 생성자들은특정 상황에서 자동적으로 작동되므로 중요하다. 그러므로 이러한 상황에서 기본 생성자를 갖지 않는 클래스에게 이것은 오류가 된다:
- 객체 값이 인자 목록 없이 정의되거나(예를 들면: MyClass x;) 또는 인자 목록 없이 동적으로 할당되었거나 (예를 들면: new MyClass; 또는 new MyClass();), MyClass의 기본 생성자는 객체를 초기화하는데 사용된다.
- 객체들의 배열이 정의되면, 예를 들면 MyClass x[10];; 또는 동적으로 할당되면, 예를 들면 new MyClass [10]. MyClass의 기본 생성자는 요소들 모두를 초기화하는데 사용된다.
- 상속하는 클래스 생성자는 자신의 초기화 리스트에서 명시적으로 베이스 클래스 생성자를 호출하지 않고, 베이스 클래스를 위한 기본 생성자가 호출된다.
- 클래스 생성자가 자신의 초기화 리스트에서 객체 값을 갖는 것 중 하나의 생성자를 명시적으로 호출하지 않을 때, 필드의 클래스를 위한 기본 생성자가 호출된다.
- 표준 라이브러리에서, 값이 명시적으로 주어지지 않았을 때 특정한 컨테이너는 기본 생성자를 사용해서 값을 채운다. 예를 들면 vector<MyClass>(10);는 벡터를 열개의 요소들로 초기화하며, 이것은 기본으로 구조화된 MyClass 객체로 채워진다.

만약 클래스가 명시적으로 정의된 생성자를 갖지 않는다면, 컴파일러는 이것을 위한 기본 생성자를 암묵적으로 선언하고 정의한다. 이 암묵적으로 정의된 기본 생성자는 빈 바디와 함께 명시적으로 정의된 것과 동일하다.
```
class
 
MyClass

{

    
int
 
x
;
  
// no constructor, so the compiler produces an (implicit) default constructor

};

int
 
main
()

{

    
MyClass
 
m
;
   
// no error at runtime: the (implicit) default constructor is called

}

```

만약 생성자들이 클래스에 명시적으로 정의되었지만, 모두 기본이 아니라면, 컴파일러는 암시적으로 기본 생성자를 정의하지 않을 것이다. 이것은 클래스가 기본 생성자를 갖지 않는 상황으로 이끈다. 이것은 전형적인 오류로서, 다음의 예시에 의해 입증된다.
```
class
 
MyClass

{

public
:

    
MyClass
 
(
int
 
y
);
  
// declaration a non-default constructor

private
:

    
int
 
x
;

};

MyClass
 
::
 
MyClass
 
(
int
 
y
)

{

    
x
 
=
 
y
;

}

int
 
main
()

{

    
MyClass
 
m
(
100
);
     
// the non-default constructor is called

    
MyClass
 
*
 
p
;
        
// for pointer declarations, the compiler does not need to know about constructors

    
p
 
=
 
new
 
MyClass
();
  
// error at compilation: no default constructor

    
return
 
0
;

}

```

프로그래머와 컴파일러 모두 기본 생성자를 정의하지 않았기 때문에, 이 생성은 오류가 된다.

반면 C++11에서 기본 생성자는 명시적으로 생성될 수 있다:
```
class
 
MyClass

{

public
:

    
MyClass
 
()
 
=
 
default
;
  
// force generation of a default constructor

};

```

```
class
 
MyClass

{

public
:

    
MyClass
 
()
 
=
 
delete
;
  
// prevent generation of default constructor

};

```